# Honorino Landa
Honorino Landa Vera dit Nina, né le 1er juin 1942 à Puerto Natales et mort le 30 mai 1987 à Santiago du Chili, est un joueur de football chilien.

## Biographie
Il est le plus jeune joueur de l'équipe du Chili à remporter la troisième place lors de la coupe du monde 1962. Une fois son diplôme de lycée obtenu en 1959, il part jouer pour le club de l'Unión Española. En 1961, il inscrit 24 buts dans le championnat national (meilleur buteur du championnat à égalité avec Carlos Campos). C'est grâce à ce fait qu'il est pour la première fois appelé en sélection.

## Palmarès

### Titres en club
| Titre                     | Club           | Pays  | Année |
| ------------------------- | -------------- | ----- | ----- |
| Primera División de Chile | Unión Española | Chili | 1973  |

### Titres individuels
| Distinction                              | Année |
| ---------------------------------------- | ----- |
| Goleador de la Primera División de Chile | 1961  |